# Sound Blaster

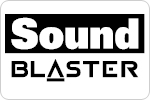
Sound Blaster Logo

La Sound Blaster è una famiglia di schede audio per PC. Creata dall'azienda di Singapore Creative Technology, si è imposta come standard nell'era degli IBM PC, fino all'introduzione in tempi più recenti di chip integrati direttamente sulle schede madri, che non rendono più indispensabile l'acquisto di una scheda dedicata.

## Modelli pre-Sound Blaster

### Creative Music System
La prima scheda prodotta da Creative era chiamata Creative Music System ("C/MS", CT-1300), uscita nell'agosto 1987. Era basata su due chip Philips SAA 1099, che insieme riuscivano a ottenere 12 voci.

### Game Blaster
Dopo un anno dall'uscita della C/MS, Creative fece uscire una scheda identica dal nome Game Blaster, distribuita dalla catena di negozi Radio Shack.

## Prime versioni a 8 bit

### Sound Blaster 1.0
La prima scheda della famiglia Sound Blaster (CT1320A), uscita nel 1989, aveva le medesime caratteristiche della precedente C/MS, ma aveva anche un sintetizzatore FM a 11 voci che utilizzava il chip Yamaha YM3812 (chiamato anche OPL2), e un microcontroller MCS 51 per gestire l'audio digitale, denominato DSP (Digital Signal Processor), in grado di riprodurre dei sample a 8-bit a una frequenza di 23 kHz, e di registrare a 12 kHz. Data la presenza del chip OPL2, la scheda era compatibile con il software che necessitava della concorrente AdLib. Inoltre, rispetto alla diretta concorrente, la Sound Blaster era dotata di interfaccia MIDI proprietaria e di una game port per joystick, nonostante fosse venduta a un prezzo molto simile.
Caratteristiche:
- 11 voci sintetizzate mono
- frequenza di campionamento da 4 a 13 kHz
- riproduzione fino a 23 kHz
- un canale audio digitale
- regolatore di volume
- connettore per microfono
- uscita per cuffie, altoparlanti e amplificatore
- connettore per joystick (game port) / MIDI

### Sound Blaster 1.5
Commercializzata nel 1990 (CT1320C, CT1320U), si tratta di una scheda identica alla precedente ma priva dei due chip della C/MS, acquistabili comunque separatamente e inseribili negli appositi socket.

### Sound Blaster 2.0
Versione denominata CT1350, dotata di riproduzione digitale migliorata, da 23 a 44 kHz.

### Sound Blaster MCV
Versione realizzata per la serie di PC IBM PS/2, basata sullo standard MCA e non sulla architettura ISA. Denominata CT5320.

## Modelli stereo a 8 e 16 bit

### Sound Blaster Pro

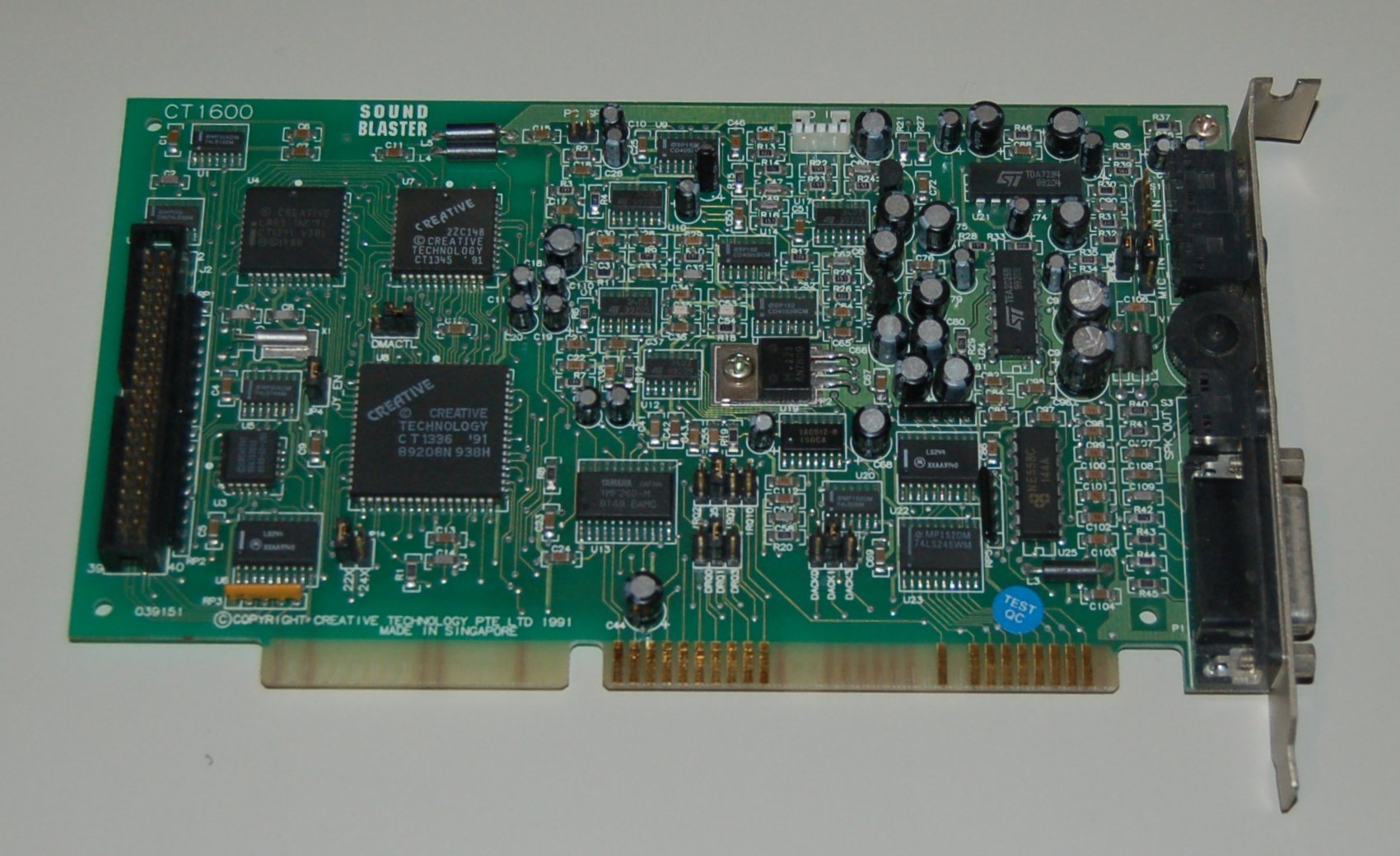
Sound Blaster Pro 2.0

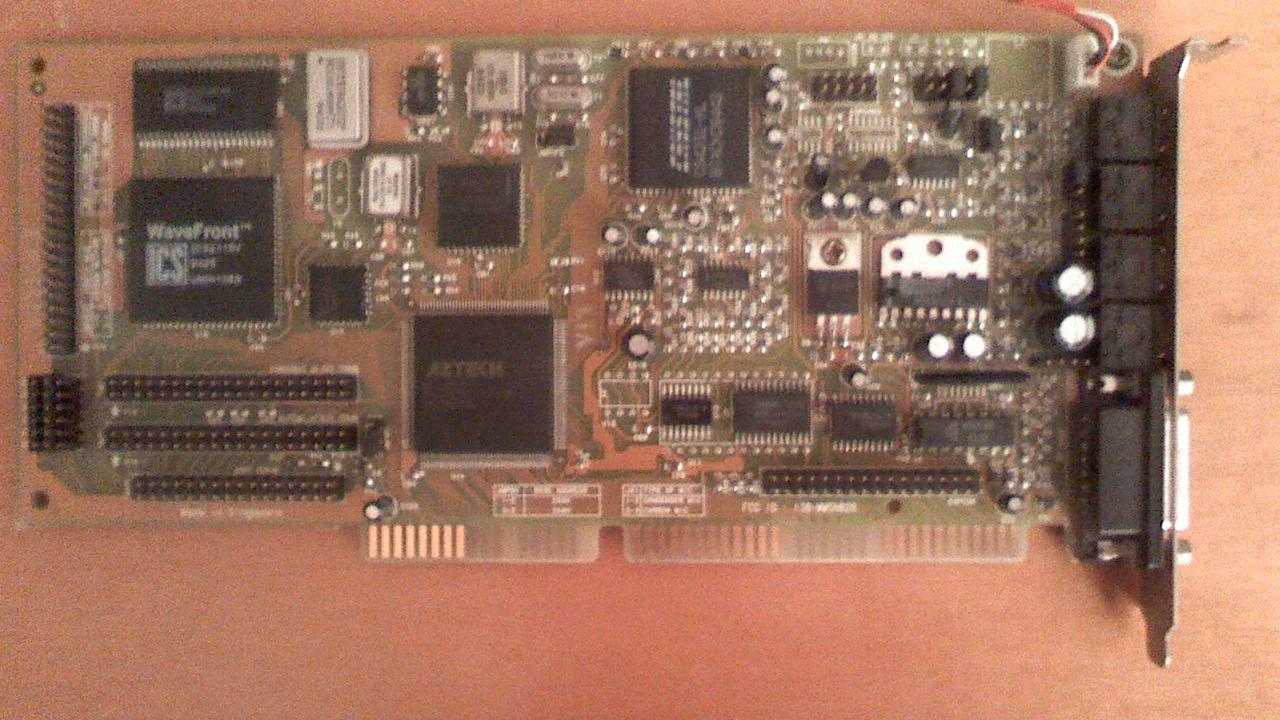
Un'altra Sound Blaster Pro

Introdotta nel maggio 1991, la Sound Blaster Pro registrava e riproduceva a frequenze più elevate dei precedenti modelli (44.1 kHz, 8-bit per sample in mono o 22.050 kHz, 8-bit per sample in stereo), migliorando la qualità del suono. Esistono due versioni: la prima (CT1330) utilizzava due chip YM3812 "OPL2" (uno per canale), mentre la seconda, la 2.0 (CT1600), utilizzava un singolo chip Yamaha YMF262 "OPL3", più avanzato ma ancora incompatibile con lo standard MIDI. In questo modello fu introdotta un'interfaccia per collegare un lettore CD-ROM, permettendo così la riproduzione dell'audio digitale; spesso la scheda era venduta in bundle proprio con un lettore CD-ROM, in kit chiamati Multimedia Upgrade Kits, che contenevano oltre alla scheda e al drive a una o due velocità, un eventuale controller ISA per quest'ultimo, e un disco contenente materiale multimediale.
Caratteristiche:
- 11 voci sintetizzate stereo (20 nella versione 2.0)
- frequenza di campionamento da 4 a 44 kHz (mono), 22 kHz (stereo)
- riproduzione fino a 44 kHz (mono), 22 kHz (stereo)
- due canali audio digitali
- regolatore di volume
- connettore per microfono
- connettore per linea in ingresso
- connettore per CD-ROM
- uscita per cuffie, altoparlanti e amplificatore
- connettore joystick / MIDI

### Sound Blaster 16

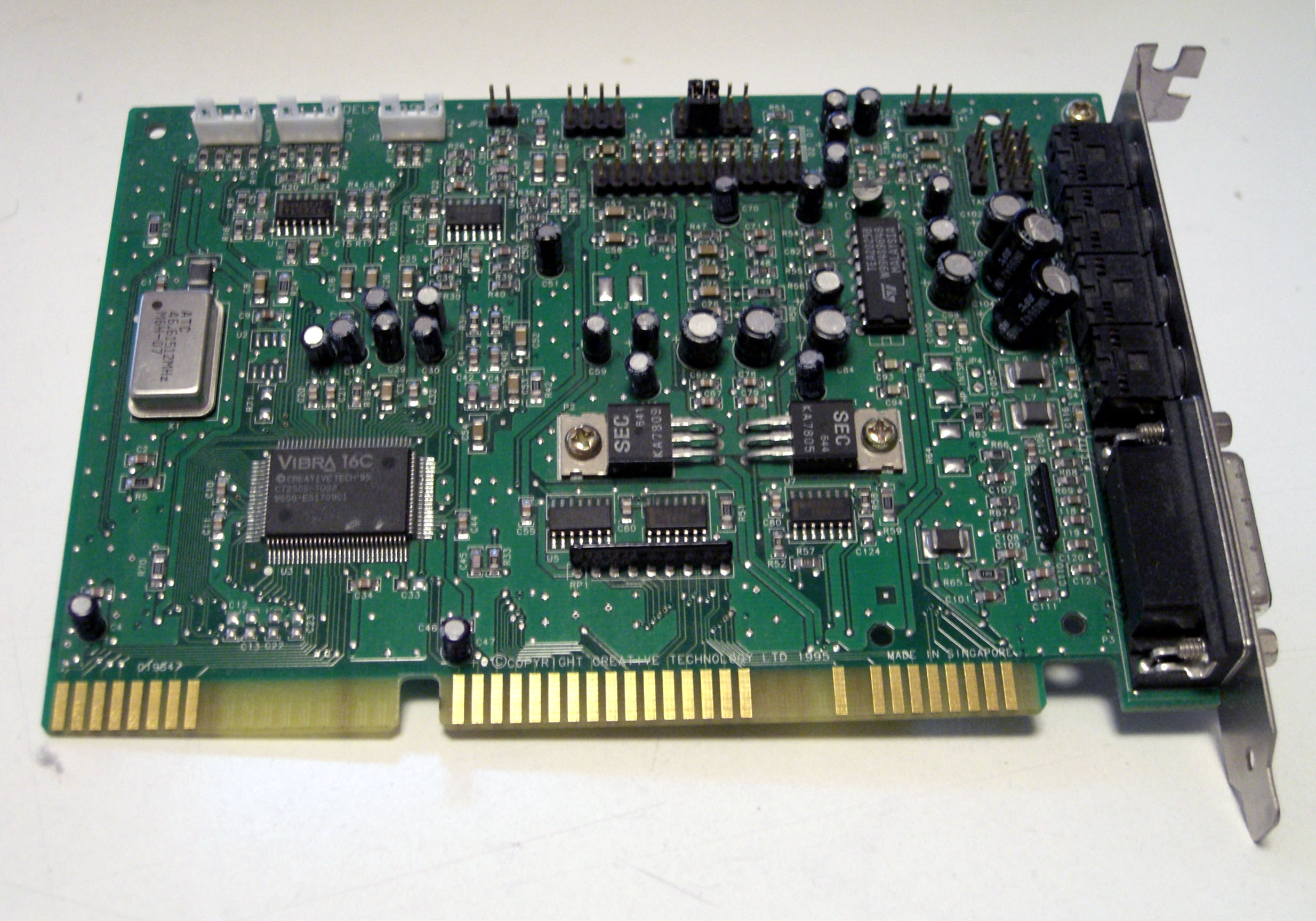
Sound Blaster 16

La Sound Blaster 16 (giugno 1992) introdusse la riproduzione digitale a 16-bit alla linea. Come gli altri modelli aveva un supporto nativo di sintesi FM attraverso il chip Yamaha OPL3, e inoltre un socket per un processore di segnale digitale aggiuntivo venduto separatamente, chiamato Advanced Signal Processor (ASP), più un connettore per schede aggiuntive dotate di wavetable, in grado di renderle compatibile con lo standard MIDI. La scheda, molto popolare, fu prodotta sia in versione ISA che PCI.

### Sound Blaster 16 VIBRA
Sound Blaster 16 VIBRA è un modello dal costo ridotto, destinato al mercato OEM. È dotata di un singolo chip che implementa tutte le caratteristiche della precedente Sound Blaster 16; è inoltre Plug and play con i sistemi operativi Windows.

## Modelli dotati di wavetable

### Sound Blaster AWE32

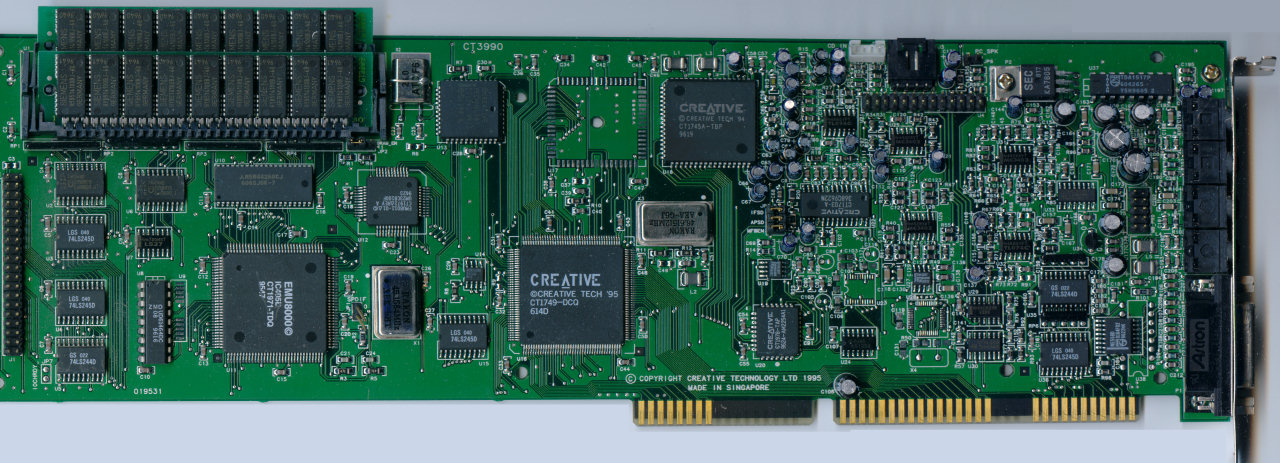
Sound Blaster AWE32

Lanciata nel marzo 1994, la AWE32 (acronimo di Advanced Wave Effects) è una scheda ISA lunga 356 mm, che include due sezioni: la prima dedicata all'audio digitale, identica all'hardware della Sound Blaster 16, la seconda all'emulazione MIDI, attraverso un sintetizzatore, composto da un processore EMU8000, da una ROM di sample da 1 MiB, EMU8011, e 512 KiB di RAM, espandibile attraverso memorie SIMM da 30 pin fino a 28 MiB.

### Sound Blaster 32

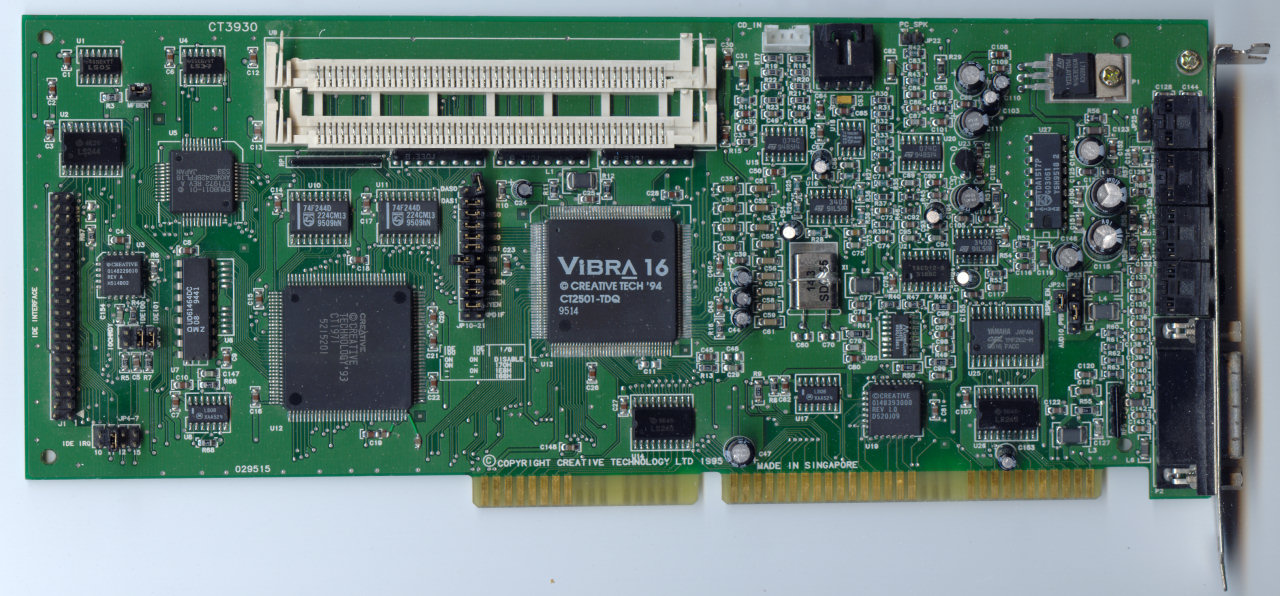
Sound Blaster 32 ISA

La Sound Blaster 32 era il modello economico della linea Sound Blaster (giugno 1995). Ha capacità di emulazione MIDI simili a quelle della AWE32, ma non aveva RAM "di fabbrica" (ma era possibile aggiungerne); utilizzava il chip per l'audio digitale Vibra.

### Sound Blaster AWE64

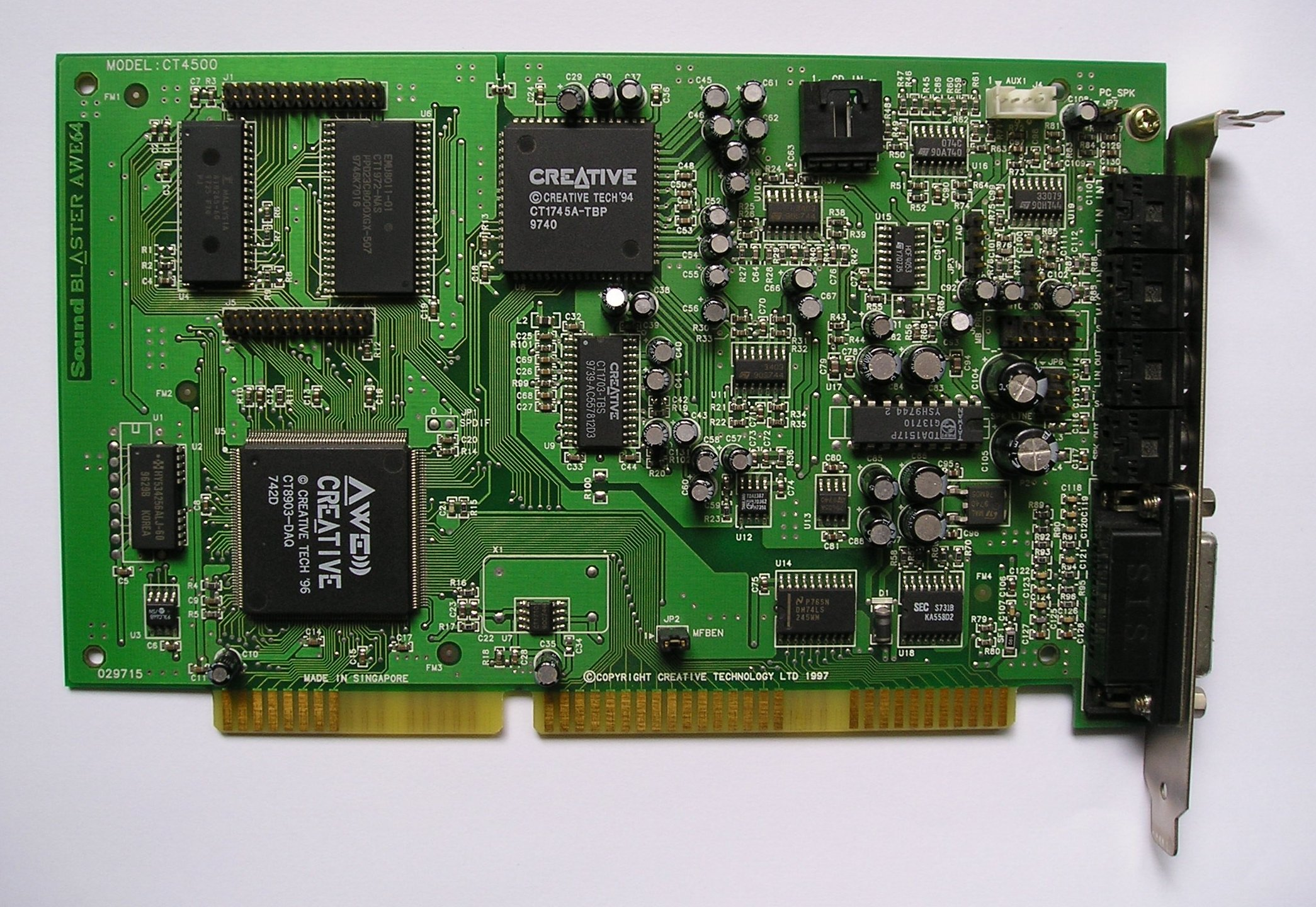
Sound Blaster AWE64

Successore della AWE32 lanciata nel 1996, ha dimensioni minori e memoria RAM proprietaria, prodotta da Creative; inoltre ha una migliore qualità polifonica, anche se attraverso un software. Ne furono commercializzate tre versioni:
- Value, dotata di 512 kB di RAM
- Standard, dotata di 1 MB di RAM
- Gold, dotata di 4 MB di RAM e uscita SPDIF[2]

## ModelliMulti-channel soundeF/X

### Ensoniq AudioPCI

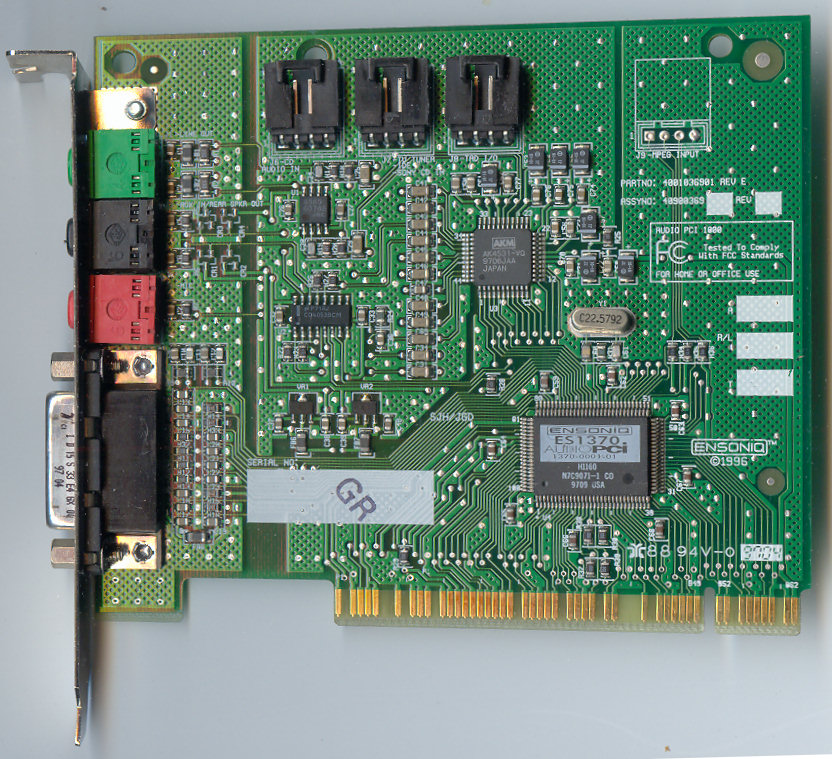
Ensoniq AudioPCI

Dopo l'acquisizione della Ensoniq Corporation nel 1998, produttrice della scheda AudioPCI, Creative continuò la produzione di questa linea minore basata sul chip ES1370, caratterizzata da una certa economicità (e infatti di solito montate come OEM) e orientate al pubblico che riteneva la Live! eccessivamente costosa.
Versioni:
- Sound Blaster PCI64
- PCI128
- Creative Ensoniq AudioPCI
- Vibra PCI
- Sound Blaster 16 PCI

### Sound Blaster PCI512
Scheda economica, priva di uscita digitale ma dotata di connettori multipli per altoparlanti.

### Sound Blaster Live!

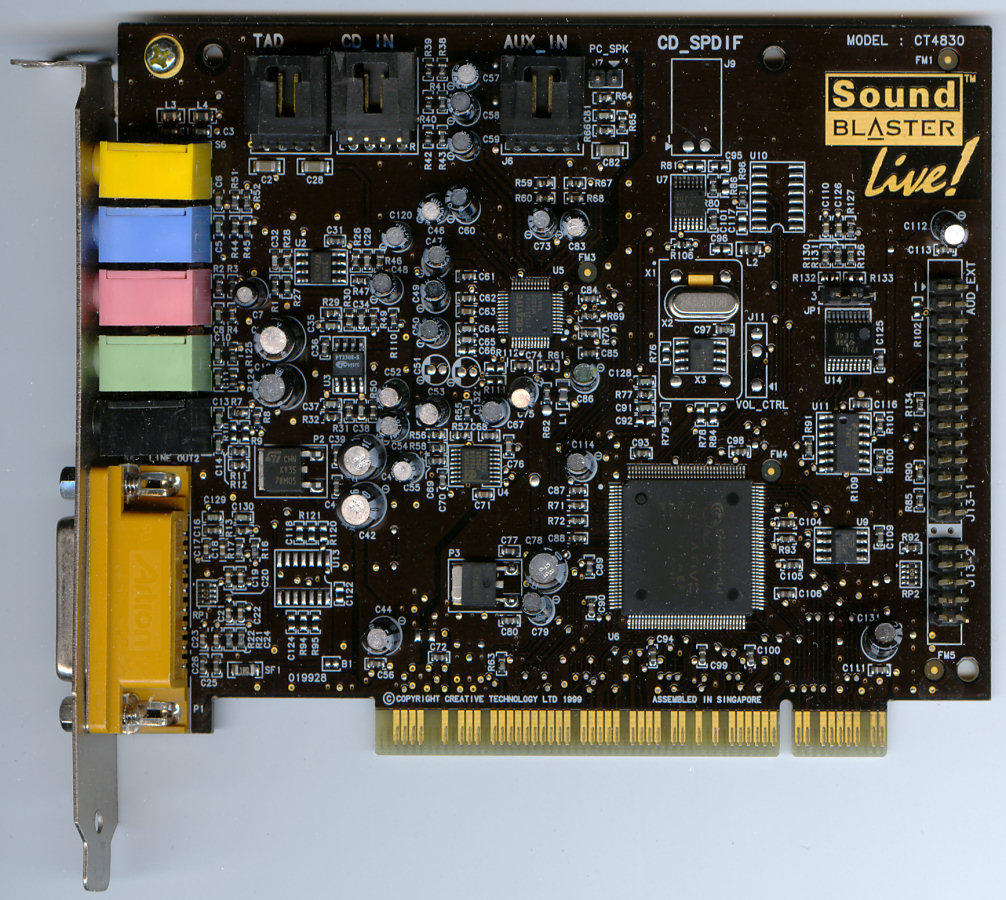
Sound Blaster Live!

Presentata nell'agosto 1998, è basata sul nuovo processore EMU10K1, dalle caratteristiche innovative:
- accelerazione DirectSound;
- supporto dello standard EAX 1.0 e 2.0;
- sintetizzatore a 64 voci;
- ulteriore chip integrato FX8010 DSP, per effetti audio in tempo reale.

Un'ulteriore versione, la Live! 5.1, supportava il sistema Dolby Digital 5.1.

### Serie Sound Blaster Audigy

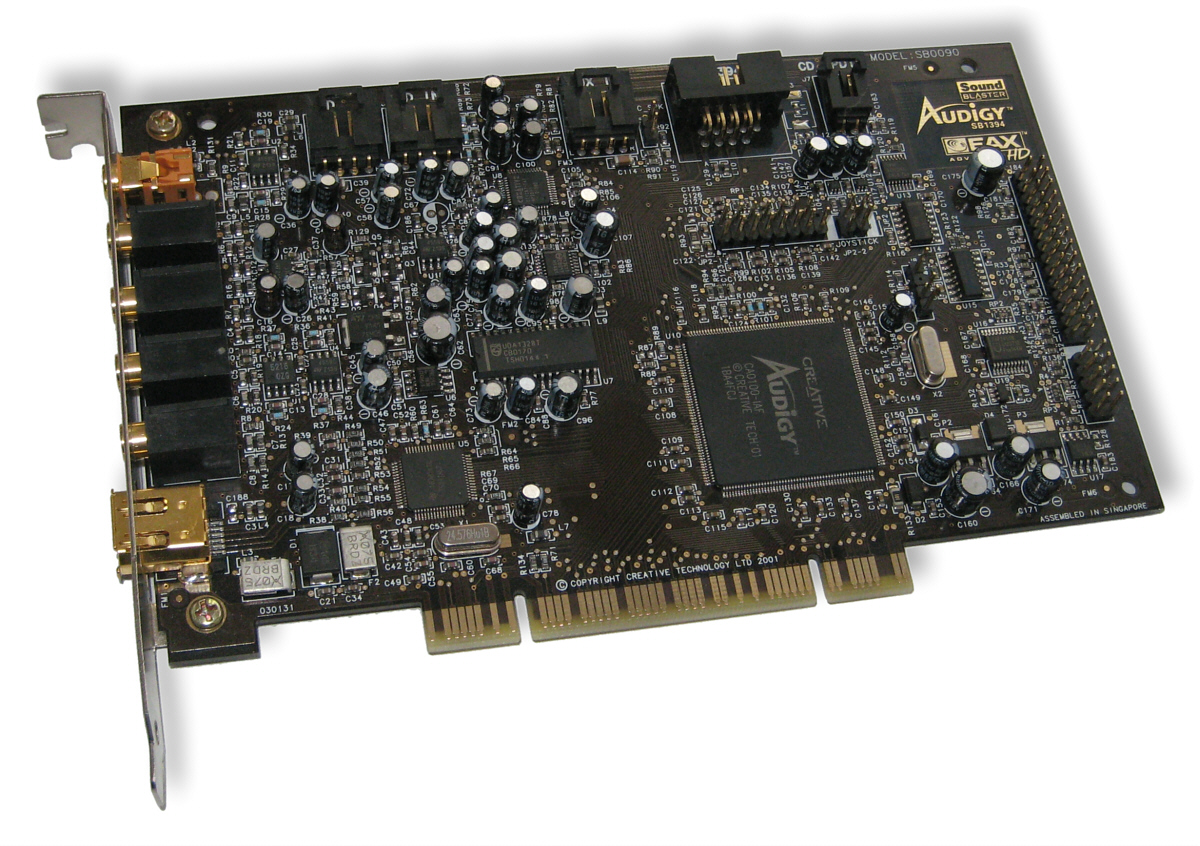
Sound Blaster Audigy Player

La serie Sound Blaster Audigy (introdotta nell'agosto 2001) aveva il processore EMU10K2, versione migliorata di quello nella Sound Blaster Live!. L'Audigy processava fino a 4 ambienti EAX in contemporanea, grazie ai chip DSP e al supporto nativo dell'EAX 3.0 ADVANCED HD; supportava inoltre un output stereo in formato 5.1.
La Sound Blaster Audigy 2 (settembre 2002) con una versione ulteriormente migliorata del processore audio, l'EMU10K2.5; inoltre supportava sia riproduzione che registrazione a 24-bit. L'output supportava i sistemi 6.1, e il rapporto segnale/rumore era superiore.
La Sound Blaster Audigy 2 ZS, 2004, era un'Audigy 2 con DAC di migliore qualità (Cirrus Logic CS4382), oltre che il supporto per i sistemi 7.1.
La Sound Blaster Audigy 4 Pro era una Audigy 2 ZS dotata di DAC e ADC di qualità ulteriormente superiore, che garantiva un rapporto SNR migliore.

### Sound Blaster X-Fi
La Sound Blaster X-Fi (abbreviazione di Extreme Fidelity) uscì nell'agosto 2005 in 5 versioni: XtremeMusic, Platinum, Fatal1ty FPS, XtremeGamer e Elite Pro. Caratterizzate dal processore audio EMU20K1, funzionante a 400 MHz, erano 24 volte più potenti rispetto al predecessore; inoltre il processore adattava la potenza a seconda del lavoro al quale era sottoposto. Sono infatti presenti tre modalità (Gaming, Entertainment, e Creation) che attivano o disattivano combinazioni di caratteristiche del chipset.

## Dispositivi Audio USB
- Sound Blaster X-Fi GO! Pro

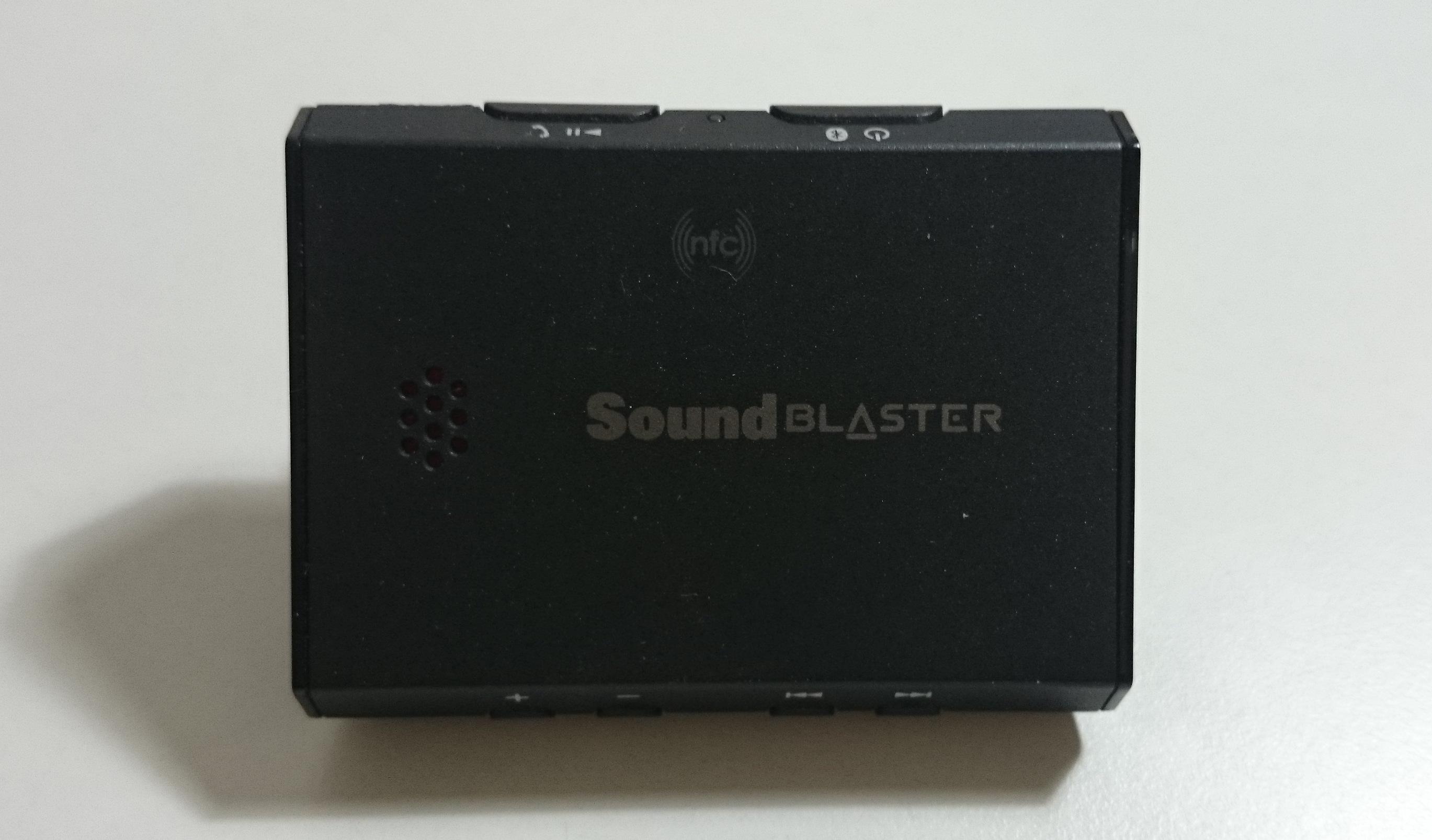
Sound Blaster E3

- Sound Blaster X-Fi Surround 5.1 Pro
- Sound Blaster Digital Music Premium HD
- Sound BlasterAxx SBX 8 / SBX 10 / SBX 20
- Sound Blaster Play! 2
- Sound Blaster Omni Surround 5.1
- Sound Blaster R3
- Sound BlasterAxx AXX 200
- Sound Blaster Roar
- Sound Blaster Roar 2
- Sound Blaster E1 / E3 / E5
- Sound Blaster X7
- Sound Blaster X3

## Connettori

### Connettori esterni
A partire dal 1999, le Sound Blaster usano per i connettori esterni - quelli che si affacciano sul retro del computer - lo schema di colori dello standard di Microsoft PC 99:
| Colore | Colore         | Funzione                                                                                          |
| ------ | -------------- | ------------------------------------------------------------------------------------------------- |
|        | Verde lime     | Uscita stereofonica analogica principale (per altoparlanti amplificati frontali / cuffie).        |
|        | Nero           | Uscita stereofonica analogica per gli altoparlanti amplificati posteriori (nei sistemi surround). |
|        | Argento        | Uscita per gli altoparlanti laterali (nei sistemi surround).                                      |
|        | Arancione      | Uscita digitale S/PDIF (a volte utilizzata come uscita analogica per subwoofer).                  |
|        | Azzurro chiaro | Entrata analogica stereofonica di linea (es.: tape out rca).                                      |
|        | Rosa           | Entrata analogica per microfono consumer.                                                         |

Fino alla linea AWE, nelle schede sono presenti piccole scritte che indicano la funzione della porta (mic, spk, aux in, aux out); nei modelli successivi sono stati sostituite da icone. Nei modelli più recenti le porte sono numerate e dotate di più funzioni, variabili in tempo reale via software.
L'ingresso microfonico (non bilanciato) deve - in certi modelli -  essere configurato via hardware (jumper sulla scheda) per impostare il funzionamento con un microfono a condensatore oppure con un microfono dinamico; l'impostazione per microfono a condensatore (elettrete) prevede l'erogazione di tensione da parte della scheda audio, cosa che può creare problemi in caso si utilizzi invece un microfono dinamico. I microfoni professionali (segnale bilanciato su connettore XLR, basso voltaggio e bassa impedenza, eventualmente alimentati con phanton power 48V) difficilmente si interfacciano con questo ingresso, predisposto per microfoni consumer a maggior voltaggio d'uscita.

### Connettori interni e jumper di configurazione
Sul corpo interno delle schede Sound Blaster è presente una svariata quantità di connettori audio/dati e di Jumper per la configurazione della scheda (spesso entrambi tramite pin usati come connettori maschi su una/due file o come interruttori on/off-deviatori di circuito), differenti da scheda a scheda, e a seconda del periodo in cui la scheda è stata prodotta nel corso degli anni.
connettori più comuni:
- Audio CD-IN (analog),S/PDIF-IN (CD digital), AUX-IN (analog)
- CD-Rom drive ide/data connection I/O
- Pc Speaker-IN
- TAD (Telephone Answering Device) connector I/O
- MB_PRO (Modem Blaster connector) I/O
- Wave Blaster Header I/O

jumper di configurazione più comuni (specialmente prima delle funzioni plug-and-play):
- Sound Card Base Address/IRQ/DMA config
- Line or Speaker output select
- Midi config/on-off
- Joystick config/on-off
- IDE-CD/CD-DATA config/on-off